# Merindad de Sotoscueva
Merindad de Sotoscueva település Spanyolországban, Burgos tartományban. Merindad de Sotoscueva San Pedro del Romeral, Vega de Pas, Espinosa de los Monteros, Merindad de Montija, Villarcayo de Merindad de Castilla la Vieja és Merindad de Valdeporres községekkel határos. Lakosainak száma 412 fő (2024).

## Népesség
A település népessége az utóbbi években az alábbiak szerint változott:
| Lakosok száma | 569  | 516  | 487  | 495  | 512  | 426  | 419  | 409  | 409  | 412  |
|               | 2001 | 2004 | 2006 | 2009 | 2011 | 2014 | 2016 | 2019 | 2021 | 2024 |